# Glossop North End
Glossop North End ist ein englischer Fußballverein aus Glossop in der Grafschaft Derbyshire. 

## Geschichte

### Anfangsjahre
Glossop North End wurde 1886 gegründet. 1890 wurde erstmals am Ligafußball teilgenommen, 1894 wurde der Klub Mitglied von The Combination. Zwei Jahre später wechselte der Verein in die Midland Football League. 1898 wurde GNE in die Football League Second Division aufgenommen.

### Football League
Im ersten Jahr in der Football League gelang auf Anhieb hinter Manchester City die Vizemeisterschaft, wodurch Glossop North End in die erste englische Liga aufstieg. Allerdings musste der Verein abgeschlagen als Tabellenletzter den direkten Wiederabstieg hinnehmen. In der "Ewigen Tabelle" von Englands höchster Spielklasse ist Glossop seither "ewiger Letzter" mit 4 Siegen, 10 Unentschieden, 31–74 Toren und 18 Punkten.
In der zweiten Liga belegte der Klub in den folgenden Jahren Mittelfeldplätze. 1904 belegte die Mannschaft nur den vorletzten Platz, wurde aber wiedergewählt. 1909 gelang das beste Ergebnis der Vereinsgeschichte im FA Cup als das Viertelfinale erreicht wurde, Bristol City sich jedoch im Wiederholungsspiel durchsetzen konnte. In den folgenden Jahren ging es stetig bergab mit dem Klub und 1915 wurde die Spielzeit als Tabellenletzter beendet.

### Nur noch regionale Ligen
Im Anschluss an den Ersten Weltkrieg wurde Glossop North End nicht wiedergewählt und trat für eine Saison in der Lancashire Combination an. 1920 zog sich der Klub in die Manchester Football League zurück. 1957 trat man wieder der Lancashire Combination bei, kehrte aber 1966 wieder in die Manchester League zurück. 1978 schloss sich der Klub der Cheshire County League an. Nach der Fusion der Liga mit der Lancashire Combination 1982 wurde GNE Gründungsmitglied der neu gegründeten North West Counties Football League, 2015 gelang der Aufstieg in die Northern Premier League.

## Persönlichkeiten
- Archie Goodall
- John Goodall
- Thomas Fitchie
- Samuel Hill-Wood
- Bob Jack
- John Tait Robertson
- Fred Spiksley
- Irvine Thornley